# とよ田みのる
とよ田 みのる（とよだ みのる、本名：豊田 実（読み同じ）、1971年10月7日 - ）は、日本の漫画家。東京都大島町出身、江戸川区から埼玉県を経て、再び江戸川区に在住している。東京造形大学造形学部卒業。妻は漫画家のトミイマサコ。
2002年に『月刊アフタヌーン』（講談社）掲載の「ラブロマ」でデビュー。翌2003年に同誌で連載化した同作で連載デビューし、代表作となった。

## 来歴
本格的に漫画家を志したのは25歳頃から。しばらく作品の投稿を続け、2000年に『レオニズ』でアフタヌーン四季賞夏のコンテスト佳作（掲載は無し）。2002年に『ラブロマ』で同賞春のコンテスト四季大賞を受賞しデビューする。
2003年から2005年まで『月刊アフタヌーン』で『ラブロマ』を連載、高校生カップルのフレッシュな恋愛を描き老若男女を問わない広い支持を得た。
2010年に結婚。
2021年、『ゲッサン』にて『これ描いて死ね』を連載開始。同作は「マンガ大賞2023」の大賞、「第70回小学館漫画賞」を受賞した。

## 作風
人物、背景ともに太くくっきりした線で描かれるのが作品の特徴。最初はますむらひろしなどの影響を受けたSF、ファンタジーを多く描いていたが、応募しても落選し続けたので『ラブロマ』で思い切って路線変換を図った。手塚治虫作品に見られるようなスターシステムに憧れている。
同人漫画家としても活動し、同人誌にも寄稿している。

## 作品リスト

### 連載
- 『ラブロマ』講談社〈アフタヌーンKC〉全5巻（『月刊アフタヌーン』2003年 - 2005年）
  - 『ラブロマ 新装版』小学館〈ゲッサン少年サンデーコミックス〉全5巻
- 『FLIP-FLAP』講談社〈アフタヌーンKC〉全1巻
  - 読み切り版（『月刊アフタヌーン』2007年2月号）
  - 連載版（『月刊アフタヌーン』2008年）
- 『友達100人できるかな』講談社〈アフタヌーンKC〉全5巻（『月刊アフタヌーン』2009年 - 2011年）
- 『タケヲちゃん物怪録』小学館〈ゲッサン少年サンデーコミックス〉全7巻（『ゲッサン』2011年 - 2014年） - 『稲生物怪録』を下敷きとしている。
- 『最近の赤さん どうしたらお母さんみたいにモテますか?』小学館〈ビッグコミックススペシャル ヒバナ〉（『ヒバナ』2015年[注 2]） - 育児エッセイ4コマ漫画。
- 『金剛寺さんは面倒臭い』小学館〈ゲッサン少年サンデーコミックス〉全7巻
  - 読み切り版（『ゲッサン』2016年5月号）
  - 連載版（『ゲッサン』2017年 - 2020年）
- 『これ描いて死ね』小学館〈ゲッサン少年サンデーコミックス〉既刊7巻（『ゲッサン』2021年 - ）

### 読み切り
- とよ田みのる短編集 CATCH&THROW（短編集、2012年、小学館）
  - 素敵な面倒さん（2011年、『ゲッサン』、小学館）
  - CATCH&THROW（2011年、『週刊少年サンデー』、小学館）
  - ヒカルちゃん（同人誌初出作品）
  - 等価なふたり（原作：よしづきくみち、同人誌初出作品）
  - 片桐くん（同人誌初出作品）
- 『ゲッサン』読切作品（単行本未収録）
  - イマジン（2016年3月号）
  - ポテ子さんの豊かで（カロリーが）控えめな食事（2016年4月号）
- とよ田のコロコロ開拓史（2016年、『コロコロアニキ』第7号、小学館、読み切り）

## 受賞
- アフタヌーン四季賞佳作（2000年）
- アフタヌーン四季賞大賞（2002年） - 『ラブロマ』
- マンガ大賞2023 -『これ描いて死ね』
- 第70回小学館漫画賞 - 『これ描いて死ね』[11]